# Olha Jovnir
Olha Bohdanivna Jovnir (ucraineană Ольга Богданівна Жовнір; n. 8 iunie 1989, Ostroh, RSS Ucraineană, URSS) este o scrimeră ucraineană specializată pe sabie, laureată cu aur pe echipe la Jocurile Olimpice de vară din 2008 de la Beijing. A fost campioană mondială în 2009 și campioană europeană în 2010, tot pe echipe.
S-a apucat de scrimă la vârsta de 11 ani sub îndrumarea Olhei Șturbabina la școala sportivă (КДЮСШ) de la Netișîn. S-a alăturat lotului național ucrainean în 2007. 

## Legături externe
Materiale media legate de Olha Jovnir la Wikimedia Commons
- Prezentare Arhivat în 26 martie 2016, la Wayback Machine. la Confederația Europeană de Scrimă
- en Olha Jovnir la Olympedia.org